# Louis Schreuder

a Compétitions nationales et continentales officielles uniquement.

b Matchs officiels uniquement.
Dernière mise à jour le 15 août 2020.
Louis Schreuder, né le 25 avril 1990 à Paarl (Afrique du Sud), est un joueur international sud-africain de rugby à XV jouant au poste de demi de mêlée à Bath Rugby.

## Biographie
Il obtient sa première cape internationale avec les Springboks, le 2 décembre 2017 à l’occasion d’un test-match contre l'équipe du pays de Galles à Cardiff.
Durant la saison 2023-2024, il entre en jeu lors de la finale de Premiership perdue 25 à 21 contre les Northampton Saints,.
La saison suivant, en 2024-2025, il marque un essai dans la finale de la Coupe d'Angleterre remportée 48 à 14 face aux Exeter Chiefs.

## Statistiques internationales
- 1 sélection avec l'équipe d'Afrique du Sud.
- 0 point.

## Palmarès
- Bath
  - Finaliste du Championnat d'Angleterre en 2024.
  - Vainqueur de la Coupe d'Angleterre en 2025.
  - Vainqueur du Championnat d'Angleterre en 2025.